# 医馆笑传
《医馆笑传》（英語：Laughter Medical Center），中国大陆明朝背景的古装喜剧，共兩季，导演丁仰国，第一季由陈赫、王传君、姜妍、张子萱、赵圆瑗主演。由于剧中演员部分出自《爱情公寓》，被誉为古代版本的《爱情公寓》。于2014年7月12日至10月26日累积107天的时间拍摄完成，并于2015年1月28日登陆安徽卫视和陕西卫视播出，这也是丁仰国继《爱情睡醒了》之后再度导演辛迪加影视剧集。
第一季讲述大明京城里一群看似逗B的医馆伙计阴差阳错和来自东厂西厂的杀手一起，组成了一支神奇的探案小分队。他们齐心协力破获了一件件迷案的故事的搞笑故事。
而《医馆笑传2》，由上海辛迪加影视有限公司出品的《医馆笑传》系列第二部，于2015年8月30日在横店低调开机，11月杀青。该剧延续了第一部轻松幽默的风格，无论故事还是制作更在原有基础上升级，揭晓谜底的同时，案件设置更为扑朔迷离，情节也将更为紧凑。除了第一部的主演姜妍不变，第二部由全新的制作团队和主创团队；金牌导演梁国冠执导，李佳航、李金铭和王彦霖等加盟。并于2016年8月3日登陆东南卫视播出。

## 播出

### 首播
| 頻道              | 所在地 | 播映日期      | 播出時間           | 備註  |
| 安徽卫视/陕西卫视 | 中国   | 2015年1月28日 | 每天19：30连播两集 | 第1季 |
| 东南卫视          | 中国   | 2016年8月3日  |                    | 第2季 |

## 剧情
五百年前的明朝京师北京城，有一家小医馆里，住着一群贫嘴乐呵的年轻人:专治疑难杂症的小大夫朱一品(陈赫 飾)、花痴又娇蛮的老板娘陈安安(张子萱 飾)、好色又小气的会计赵布祝(佟磊 飾)、“金刚芭比”的庄田田……虽然生意萧条，穷得叮当响，但他们仍然欢乐而努力的坚持着梦想。
一天，医馆馆主离奇失踪，徒弟朱一品随后收到一个卷轴，无意中打开后，天生的神速记忆让他快速阅读和记下了卷轴的内容，之后朱一品看完后晕厥过去，卷轴也随之烧成灰烬。东厂西厂得知后，派麾下高手杨宇轩(王传君 飾)与柳若馨(姜妍 飾)前来医馆卧底查探卷轴里的秘密，阴差阳错，他们和朱一品卷入一个个离奇案件。

## 演出

### 第1季
| 演员   | 角色             | 备注 |
| 陈赫   | 朱一品           | 医馆学徒 陳慕禪徒弟，趙布祝、庄田田好友，陳安安之青梅竹馬。在医馆馆主离奇失踪之后朱一品收到一个卷轴，他快速阅读并记下了卷轴的内容，然后昏倒，卷轴毁灭。从此卷入离奇的案件，心地善良，即使是曾想殺他的人，也會本醫者父母心為其治療。屠龍案後，皇帝下御旨賜婚柳若馨 |
| 王传君 | 杨宇轩           | 东厂第一高手 楊震庭之子，曹少欽手下，擅长使用长剑，奉命到医馆调查卷轴的事情，怕血。 |
| 姜妍   | 柳若馨           | 西厂第一高手 汪直義女，卧底医馆查案。在离奇的案件之中分辨黑白，也渐渐喜欢上朱一品。屠龍案後，皇帝下御旨賜婚朱一品 |
| 张子萱 | 陈安安           | 医馆馆主之女 陳慕禪的女兒，與朱一品為青梅竹馬，喜歡朱一品，爱吃醋常常犯花痴又喜欢扣员工薪水 |
| 赵圆瑗 | 聂紫衣C          | 錦衣衛副千户 喜歡杨宇轩，陳安安摯友，武藝高強。 |
| 佟磊   | 赵布祝           | 医馆会计 朱一品、庄田田好友，生性鸡贼怕事，好逸惡勞，每每见到漂亮姑娘就双眼放光，喜歡陈安安 |
| 張藝騫 | 庄田田           | 豆腐店老闆 朱一品、趙布祝好友，常前往醫館串門子，喜歡妙蓮，口頭禪為「不好了，出大事了」 |
| 张瑞涵 | 皇帝             | 明憲宗朱見濡 明朝第9位皇帝，與朱一品關係友好，視為好友，委以重任 |
| 曹璐   | 王公公           | 皇帝身邊的太監 朱一品好友，皇帝不在時會為皇帝管理宮中的事，是皇帝的心腹 |
| 海陸   | 万妃♣            | 皇帝寵妃 真名萬貞兒，在皇帝身邊多年，表面上溫柔敦厚，實際上心機沉重，詭計多端，為同舟會殺手，最後就地正法。 |
| 陈国坤 | 金如風/天龍道人C | 捕快 輕功了得，曾是同舟會的人，江湖上只有姚嵐仙人的輕功可與之相比，於牛郎織女案被萬貞兒所殺 |
| 李健仁 | 庄田田之母       | 庄田田的親人 庄田田的母親，狐妖案後離家尋找西方神哈里路亞，至劇終亦沒再登場 |
| 刘萌萌 | 顾倾城           | 天和醫館幫主 陈安安表姐，大美人，京城上有粉絲會，亦為保安堂堂主 |
| 路晨   | 妙莲             | 神仙姐姐 庄田田的夢中情人，最後因被萬貞兒追殺而死。 |
| 路晨   | 玉蓮             | 宮女 吳皇后婢女，行俠仗義，善良耿直，疑似是妙蓮的姐姐，牛郎織女案後返回宮中，再沒登場。 |
| 劉惠   | 曹少欽♣          | 東廠廠公 寧王好友，楊宇軒的主人，表面耿直，察察為明，對明憲宗忠心耿耿，實際工於心計，暗中是同舟會的人，是陷害楊宇軒父親叛國的元凶，後被寧王手下火雷王用炸藥炸死。                                                                                                 |
| 沈曉海 | 宁王♣            | 王爺 皇上的弟弟(老八)，曹少欽好友，雷火王的主人，內心城府深沉，野心勃勃，暗中是同舟會的人。 |
| 高蓓蓓 | 姚四娘♣          | 同舟會殺手 梁忠之妻，童童之母。 |
| 杜玉明 | 火雷王♣          | 同舟會殺手 寧王手下，擅用炸藥。 |
| 張一龍 | 汪直             | 西廠廠公 柳若馨義父，撫養柳若馨長大，性格耿直，是皇帝的重臣。 |
| 楊皓宇 | 陳慕禪           | 醫館館主 朱一品的師傅，陳安安的父親，愛女心切，與楊宇軒不打不相識。 |

### 第2季
| 演员   | 角色    | 备注 |
| 李佳航 | 朱一品  | 現任医馆大夫 陳慕禪徒弟，柳若馨的指婚丈夫，趙布祝、楊宇軒、庄田田好友，陳安安之青梅竹馬。                                                   |
| 姜妍   | 柳若馨  | 西厂美艳杀手 朱一品的指婚妻子，汪直義女。                                                                                                   |
| 李金铭 | 陈安安  | 前任医馆馆主之女 陳慕禪的女兒，劉松妻子，與朱一品為青梅竹馬，喜歡朱一品，視朱一品為哥哥，爱吃醋常常犯花痴又喜欢扣员工薪水。後來喜歡上劉松。 |
| 王彦霖 | 刘松C   | 东厂臨時工 真實身份為东厂廠公，喜歡陳安安。                                                                                                 |
| 梁俊一 | 楊宇軒  | 東廠第一高手 楊震庭之子，聶紫衣丈夫，擅長使用長劍，朱一品好友                                                                               |
| 付幸子 | 聶紫衣C | 錦衣衛千戶 楊宇軒妻子，陳安安摯友，武功高強。                                                                                               |
| 繆俊杰 | 胡礪金  | 假太監 偏愛研究化妝品 |
| 馬兆壯 | 莊田田  | 豆腐店老闆 陈安安玩伴，朱一品好友。 |
| 郭家豪 | 皇帝    | 明憲宗朱見深 明朝第9位皇帝，與朱一品關係友好，視為好友，委以重任                                                                            |
| 代栩逸 | 王公公  | 皇帝身邊的太監 朱一品好友，皇帝不在時會為皇帝管理宮中的事，是皇帝的心腹                                                                     |
| 譚建昌 | 陳慕禪  | 醫館館主（前任） 朱一品的師傅，陳安安的父親。                                                                                               |
| 張鑫   | 寧王♣   | 王爺 皇帝的弟弟(老八)，曹少欽好友，內心城府深沉，野心勃勃，暗中是同舟會的人，一心想替曹少欽報仇，想篡位而想造反，篡位失敗。                 |
| 高宏亮 | 汪直    | 西廠廠公 柳若馨義父，撫養柳若馨長大。 |

## 音乐原声

### 第1季
| 曲名           | 作词       | 作曲   | 演唱   | 备注   |
| 《我不是大侠》 | 王冬、练星 | 刘隽浩 | 刘隽浩 | 片头曲 |
| 《浮生梦》     | 刘隽浩     | 王冬   | 于晖   | 片尾曲 |

### 第2季
| 曲名         | 作词                 | 作曲   | 演唱   | 备注   |
| 《药到病除》 | 董念群               | 董念群 | 周可人 | 片头曲 |
| 《繁花烟云》 | 电驴追风少年、艾丽娅 | 艾丽娅 | 王筝   | 片尾曲 |
| 《西界》     | 林秋离               | 林俊杰 | 林俊杰 | 插曲   |
| 《豆浆油条》 | 张思尔               | 林俊杰 | 林俊杰 | 插曲   |

## 節目的變遷
| 中国 安徽卫视 海豚第一剧场 每天19：30起         | 中国 安徽卫视 海豚第一剧场 每天19：30起 | 中国 安徽卫视 海豚第一剧场 每天19：30起 |
| ----------------------------------------------- | --------------------------------------- | --------------------------------------- |
|                                                 | 醫館笑傳 （2015年1月28日－2月15日）     |                                         |
| 青春正能量之我是女神 （2015年1月10日－1月27日） | 封神英雄 （2015年2月19日－3月26日）     |                                         |